# Joe Sewell
Joseph Wheeler „Joe“ Sewell (* 9. Oktober 1898 in Titus, Alabama; † 6. März 1990 in Mobile, Alabama) war ein US-amerikanischer Baseballspieler in der Major League Baseball (MLB).

## Biografie
Joe Sewell begann seine Karriere im Jahr 1920 bei den Cleveland Indians. Durch den Tod von Ray Chapman, der von einem Wurf von Carl Mays getötet wurde und der Verletzung von dessen Ersatz, Ray Lunte, fehlte den Indians ein Shortstop. Sewell, der bis dorthin noch keine 100 Spiele in den Minor Leagues absolviert hatte, kam so zu seinem Debüt in der Major League. Die Indians gewannen mit ihm gleich den Titel der American League sowie die World Series gegen die Brooklyn Dodgers. Ab der Saison 1921 war er unumstrittener Stammspieler auf seiner Position. 1931 wechselte er zu den New York Yankees, bei denen auf der Position des Third Baseman eine Vakanz bestand. Auch mit den Yankees gewann Sewell 1932 einen World-Series-Titel gegen die Chicago Cubs.
Sewell ist bis heute der Baseballspieler mit den wenigstens Strikeouts in der Geschichte der Major Leagues. In 7132 at-bats kam es gegen ihn nur zu 114 Strikeouts, ein Rekord, der sicherlich ganz schwer zu brechen sein wird. In den Spielzeiten 1925, 1929 und 1933 standen nur jeweils vier Strikeouts gegen ihn zu Buche.
Nach Beendigung seiner Karriere 1933 arbeitete er noch zwei Jahre als Coach bei den Yankees. Später war er noch Scout für die Indians sowie als Coach für die University of Alabama, mit der er 1968 den Titel der SEC gewann. 1977 wurde er durch das Veterans Committee in die Baseball Hall of Fame berufen.